# Kirjak Zankow

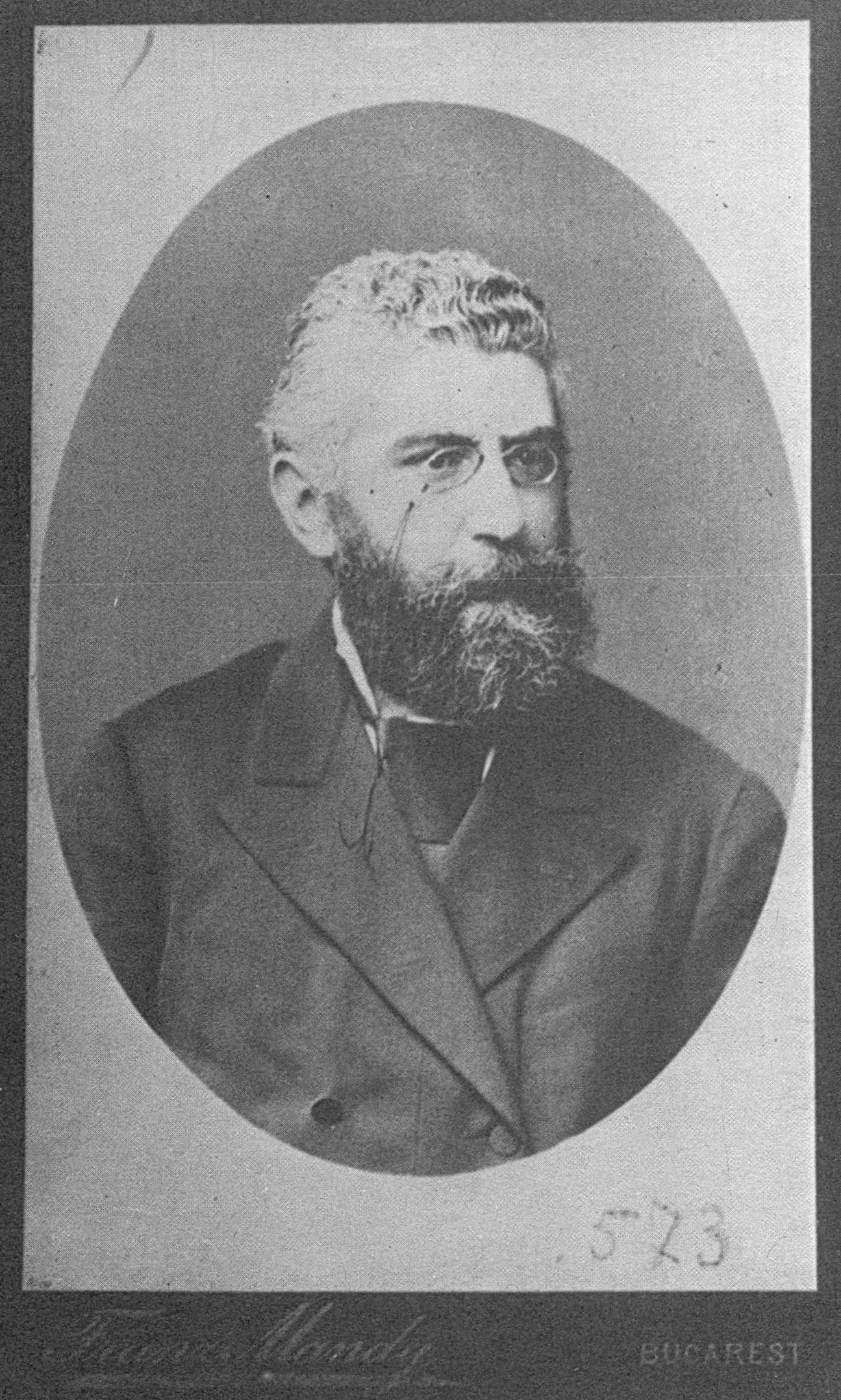
K. Zankow, Datierung unbekannt

Kirjak Antonow Zankow (bulgarisch Киряк Антонов Цанков) (* um 1847 in Swischtow, damals im Osmanischen Reich; † 21. Oktoberjul. / 3. November 1903greg. in Bukarest) war ein bulgarischer Revolutionär und liberaler Politiker. Von März bis September 1883 war er Außenminister seines Landes.

## Leben
Nach dem Besuch einer Schule in seiner Heimatstadt wurde der junge Zankow nach Wien an eine Handelsschule geschickt, um seine Ausbildung zu vervollkommnen. Anschließend begann er ein Medizinstudium in Paris, schloss dieses aber nicht ab. In den 1860er Jahren lebte er in Bukarest und beteiligte sich an mehreren Komitees, Unterstützergruppen und Aktionen gegen die osmanische Fremdherrschaft in Bulgarien, u. a. am Bulgarischen Revolutionären Zentralkomitee, teilweise in führenden Positionen. In diese Zeit fällt auch die Mitarbeit an mehreren kurzlebigen bulgarischen Emigrantenzeitungen. 
Während des russisch-türkischen Krieges 1877/78 kehrte er nach Bulgarien zurück und übernahm verschiedene Aufgaben bei der Neuorganisation der Verwaltung des Landes, u. a. als Vorsitzender des Gerichts in Tutrakan und als Beisitzer am neu gebildeten Obersten Gerichtshof Bulgariens. In dieser Zeit begann sein Onkel Dragan Zankow ihn an politischer Bedeutung weit zu überragen.

## Politische Karriere
Zankow war Mitglied der ernannten Notabelnversammlung, die zwischen dem 10. Februar und dem 16. April 1879 als verfassunggebende Nationalversammlung in Weliko Tarnowo tagte und in der ersten gewählten Großen Nationalversammlung in Sofia (Sommer 1879) des neu entstandenen Fürstentums Bulgarien. Dort hielt er sich zu den Liberalen. Anschließend  vertrat Zankow sein Land auf verschiedenen diplomatischen Posten, u. a. als Sekretär der bulgarischen Vertretung in Konstantinopel 1879/80 und anschließend bis 1883 als Missionschef in Bukarest. Von dort aufgrund diplomatischer Händel mit dem Vertreter Österreich-Ungarns während einer Konferenz über die Donauschifffahrt abberufen, wurde er kurze Zeit später zum Außenminister ernannt, musste aber ein halbes Jahr später mit der gesamten Regierung zurücktreten.

## Sonstiges
In Swischtow und in der Kleinstadt Isker ist je eine Straße nach Kirjak Zankow benannt.